# Bothriomyrmex corsicus
Bothriomyrmex corsicus é uma espécie de inseto do gênero Bothriomyrmex, pertencente à família Formicidae.